# مغامرة الأرامل

## مغامرة الأرامل
مغامرة الأرامل هي رواية خيالية كتبها تشارلز ديكنسون في عام ١٩٨٩ Charles Dickinson تدور أحداث الرواية حول شقيقتين أرملتين تنطلقان في رحلة غير متوقعة من شيكاغو (Chicago) إلى لوس أنجلوس (Los Angeles) و تطلقان رحلة طويلة عائلية كوميدية من الوحي و المصالحة.

## ملخص الحبكة
الأرملتين آنا و هيلين شقيقتين من شيكاغو تنطلقان في رحلة بالسيارة إلى لوس أنجلوس لكن هناك مشكلة واحدة هيلين هي القادرة على القيادة لكنها عمياء . تعمل آنا شاربة البيرة كنظرها . في طريق العودة وسط الظلام و في منتصف الليل تسافران عبر أميركا التي لم يزوروها من قبل

## الملاحظة النقدية
حظيت مغامرة الأرامل بآراء و مراجعات إيجابية من النقاد باربرا كينجسولفر من صحيفة لوس أنجلوس تايمز" تلك الرواية الأكثر روعة والأندر من نوعها و التي كتبها مؤلف يعشق الشخصيات الفريدة من نوعها و التي تفوق الخيال "  Hilma Wolitzer of [[The New York كتبت هيلما ووليتسر من صحيفة نيويورك تايمز أن الرواية تتمتع " بشيء جديد غير مألوف" و وصفت ديكنسون بأنه كاتب لإهتمامات غير مألوفة مكتبة الصحافة  أشادت و مدحت بكتابة ديكنسون بقولها "الوصف و التمثيل يتطور بشكل كامل في وقت متقارب يكفي لجذب القارئ, الذي قد يجد هذه الرواية تغييرا جديداً لانها تتناول الحياة الجسدية و العاطفية و الروحانية لإمرأتين كبيرتين محببتين لكنهما بعيدتين عن كونهما مثاليتين.

## الرواية و السينما
في عام ٢٠٠٨م صرحت مجلة فارايتي أن ديان كيتون و جين فوندا قد وقعا على المشاركة في تأليف الفيلم للرواية بناءاً على نص محدد كتبه جيسون بوميرانس كان من المقرر أن يكون الفيلم من إنتاج بول بروكسل من جولد سيركل فيلمز.